# Apostolstwo świeckich
Apostolstwo świeckich – uczestnictwo świeckich w posłannictwie zbawczym Chrystusa oraz realizowanie apostolstwa w świecie.

## Historia
Świeccy członkowie pierwotnego Kościoła od początku czuli się odpowiedzialni za głoszenie ewangelii. Świadectwo o udziale świeckich w decydowaniu o sprawach Kościoła daje Św. Cyprian, który jako biskup niczego nie postanawiał bez zgody ludu.
Po edykcie mediolańskim, kiedy zaczęła wzrastać liczba przystępujących do Kościoła, uwidoczniła się niewiedza religijna oraz słabnąca gorliwość. Odtąd laikat uważany był za klasę niższą, nierzadko pogardzaną w Kościele.
W średniowieczu, kiedy Kościół znajdował się pod wpływem feudalizmu, rola świeckich ograniczała się do słuchania księży i biskupów. W okresie reformacji pogłębił się stan marginalizacji świeckich w Kościele, niemniej jednak niektóre zakony (jezuici, pijarzy) przygotowywały świeckich do apostolstwa (Sodalicja Mariańska).
O apostolstwie świeckich zaczęto myśleć po rewolucji francuskiej, m.in. papieże Pius IX czy Leon XIII (w Rerum novarum). Widać było też oddolne poruszenie Kościoła w tym kierunku, jak np. powstanie Opus Dei, którego przesłaniem jest powszechne posłanie do świętości i apostolstwa. Pius XII pisał o powszechnym obowiązku apostolstwa w Summi pontificatus w 1939, oraz w 1951 i 1957, na I i II Kongresie Apostolatu Świeckich.
Jan XXIII powołał Komisję Apostolstwa Wiernych, której zadaniem było przygotowanie materiałów do dyskusji nad zagadnieniem podczas obrad Soboru Watykańskiego II. Dokumenty soborowe także poruszyły temat apostolstwa świeckich (Lumen gentium oraz Apostolicam actuositatem. Paweł VI traktował wcielanie nauki soboru o apostolstwie świeckich jako swoje ważne zadanie.

## Obecnie
Dziś apostolstwo świeckich oznacza przede wszystkim apostolstwo bycia zwykłym uczciwym obywatelem, który dając przykład moralnie spójnego życia nie boi się także mówić o swojej wierze w swoim otoczeniu.
Po Soborze Watykańskim II większe znaczenie zyskały także świeckie ruchy i wspólnoty. Ich celem jest włączenie jednostki do wspólnoty Kościoła przez wspólną modlitwę oraz podejmowane grupowo zadania.
Przykłady:
- Akcja Katolicka
- Neokatechumenat
- Focolari
- Wspólnota Życia Chrześcijańskiego
- Ruch Światło-Życie

Benedykt XVI mówił np. do młodych w Brazylii:

"Posyłam was zatem z wielką misją ewangelizowania chłopców i dziewcząt, którzy błądzą na tym świecie, niczym owce bez pasterza. Bądźcie apostołami młodzieży. Zaproście ją do pójścia z wami, do zakosztowania waszego własnego doświadczenia wiary, nadziei i miłości; do spotkania Jezusa, aby czuć się prawdziwie miłowanym, przyjętym, z pełnią możliwości zrealizowania się. Niechaj także oni odkryją pewne drogi Przykazań a podążając nimi, dotrą do Boga."

Jednym z prekursorów apostolstwa ludzi świeckich był św. Wincenty Pallotti.